# کالبرن (کلرادو)
کالبرن (به انگلیسی: Collbran) شهری در ایالت کلرادو کشور ایالات متحده آمریکا است که جمعیت آن در سرشماری سال ۲۰۱۰ میلادی، ۷۰۸ نفر بوده‌است.